# Bogdan Milić
Bogdan Milić (Montenegrijns: Богдан Милић) (Podgorica, 24 november 1987) is een Montenegrijnse profvoetballer die als aanvaller speelt. De voormalig ADO den Haag speler, waar hij twee seizoenen speelde, maakt tegenwoordig zijn minuten in Montenegro, bij FK Iskra Danilovgrad.
Zijn profcarrière begon de aanvaller bij FK Budućnost Podgorica. Hij speelde daar drie seizoenen in het eerste elftal. In die drie jaar kwam hij 49 competitiewedstrijden in actie en was hij 14 keer trefzeker.
In de zomer van 2008 werd hij gekocht door ADO Den Haag. Milić kende een matig debuutseizoen in de residentie. Hij speelde slechts tien competitiewedstrijden, waarvan maar twee als basisspeler. Beide wedstrijden werd hij voortijdig naar de kant gehaald. In die 290 minuten die hij op het veld stond, wist hij niet te scoren.
Het seizoen 2009/2010 begon hij met een blessure. Hij keerde toen tijdelijk terug naar Montenegro waar zijn vertrouwensarts het kwetsuur onderzocht. In 2010 verbleef hij kort bij Krylya Sovetov Samara voor hij bij FC Viktoria Pilsen tekende.
Zijn verblijf bij Viktoria Pilsen was geen succes. Na een half jaar mocht hij vertrekken. Hij tekende begin 2011 dan ook bij Spartak Naltsjik. Hier vertrok Milic echter in de winter alweer om in Zuid-Korea te gaan voetballen. Hij speelde een jaar bij Gwangju FC, waarna hij begin 2012 naar Suwon FC (ook Zuid-Korea) vertrok. Medio februari 2014 keerde Milic terug in zijn geboorteland Montenegro, om bij Rudar Pljevlja te voetballen. Na een halfjaar vertrok hij naar FK Mladost (ookMontenegro). In de zomer van 2015 vertrok Milic naar CA Osasuna, waar hij na een halfjaar alweer mocht vertrekken. Pas in de zomer vond Milic weer een nieuwe club. Hij besloot om in de MLS te gaan voetballen, in de Verenigde Staten, bij Terengganu FC. Hier vertrok hij na een halfjaar alweer, om in Iran te gaan voetballen. Zijn nieuwe club heette Saipa FC. Ook hier vertrok hij weer na een halfjaar. Hij vertrok naar FK Iskra Danilovgrad, te Montenegro. Dit was voor het eerst sinds 2011-12 dat Milic een volledig seizoen afmaakte bij een club. Nadat zijn contract in de zomer afliep besloot hij begin 2019 terug te keren bij FK Iskra Danilovgrad, waar hij een halfjaar eerder was vertrokken. 